# Chlorophasma hyalinum
Chlorophasma hyalinum är en insektsart som beskrevs av Ludwig Redtenbacher 1906. Chlorophasma hyalinum ingår i släktet Chlorophasma och familjen Pseudophasmatidae. Inga underarter finns listade i Catalogue of Life.